# Ekstraliga na żużlu (2004)
Ekstraliga żużlowa 2004 – piąty, od czasu uruchomienia Ekstraligi i 57. w historii, sezon rozgrywek najwyższego szczebla o drużynowe mistrzostwo Polski na żużlu. Tytułu mistrza Polski z sezonu 2003 broniła drużyna Złomrex-Włókniarz Częstochowa.

## Rozgrywki

### Runda zasadnicza

#### Tabela
M = Rozegrane spotkania; W = Wygrane; R = Remisy; P = Porażki; Pkt = Punkty

#### Wyniki
|                               | TAR   | WRO   | CZE   | TOR       | LES   | BYD   | RYB   | ZIE   |
| ----------------------------- | ----- | ----- | ----- | --------- | ----- | ----- | ----- | ----- |
| Unia Tarnów                   | x     | 53:37 | 49:41 | 54:36     | 55:35 | 57:32 | 63:27 | 67:23 |
| Atlas Wrocław                 | 54:36 | x     | 54:36 | 50.5:39.5 | 61:29 | 65:23 | 51:39 | 58:32 |
| Złomrex-Włókniarz Częstochowa | 57:33 | 49:40 | x     | 41:49     | 48:42 | 61:29 | 63:27 | 62:28 |
| Apator-Adriana Toruń          | 41:49 | 46:44 | 41:49 | x         | 46:44 | 66:23 | 70:20 | 47:43 |
| Unia Leszno                   | 41:48 | 44:46 | 47:43 | 45:45     | x     | 57:33 | 47:43 | 49:41 |
| Budlex-Polonia Bydgoszcz      | 43:47 | 46:44 | 47:43 | 44:46     | 51:39 | x     | 59:31 | 61:29 |
| RKM Rybnik                    | 38:52 | 30:59 | 38:52 | 47:43     | 38:52 | 51:39 | x     | 55:35 |
| ZKŻ Quick-Mix Zielona Góra    | 33:57 | 41:49 | 42:48 | 46:44     | 36:54 | 48:42 | 48:42 | x     |

### Runda finałowa

#### Tabela
M = Rozegrane spotkania; W = Wygrane; R = Remisy; P = Porażki; Pkt = Punkty

#### Wyniki (miejsca 1-4)
|                               | TAR   | WRO   | CZE   | TOR   |
| ----------------------------- | ----- | ----- | ----- | ----- |
| Unia Tarnów                   | x     | 49:40 | 54:36 | 49:41 |
| Atlas Wrocław                 | 55:35 | x     | 54:36 | 51:39 |
| Złomrex-Włókniarz Częstochowa | 43:47 | 53:37 | x     | 53:37 |
| Apator-Adriana Toruń          | 47:43 | 42:48 | 40:50 | x     |

#### Wyniki (miejsca 5-8)
|                            | LES   | BYD   | RYB   | ZIE   |
| -------------------------- | ----- | ----- | ----- | ----- |
| Unia Leszno                | x     | 73:17 | 56:34 | 42:47 |
| Budlex-Polonia Bydgoszcz   | 47:43 | x     | 54:36 | 59:31 |
| RKM Rybnik                 | 45:45 | 48:42 | x     | 34:19 |
| ZKŻ Quick-Mix Zielona Góra | 57:33 | 56:34 | 57:33 | x     |

### Baraże
| o utrzymanie |        | ZKŻ Quick-Mix Zielona Góra 7. miejsce w Ekstralidze | 97:82 | TŻ Sipma Lublin 2. miejsce w I lidze |
| ------------ | ------ | --------------------------------------------------- | ----- | ------------------------------------ |
| o utrzymanie | 10 paź | TŻ Sipma Lublin                                     | 52:38 | ZKŻ Quick-Mix Zielona Góra           |
| o utrzymanie | 17 paź | ZKŻ Quick-Mix Zielona Góra                          | 59:31 | TŻ Sipma Lublin                      |

### Tabela końcowa
| Poz | Klub                          |
| --- | ----------------------------- |
| 1   | Unia Tarnów                   |
| 2   | Atlas Wrocław                 |
| 3   | Złomrex Włókniarz Częstochowa |
| 4   | Apator-Adriana Toruń          |
| 5   | Unia Leszno                   |
| 6   | Budlex-Polonia Bydgoszcz      |
| 7   | ZKŻ Quick-Mix Zielona Góra    |
| 8   | RKM Rybnik Spadek do I ligi   |